# James Davis
James-Andrew Davis (* 3. července 1991 Londýn, Spojené království) je britský a anglický sportovní šermíř, který se specializuje na šerm fleretem. Spojené království reprezentuje od prvního desetiletí jednadvacátého století. Na olympijských hrách startoval v roce 2012 a 2016 v soutěži jednotlivců a družstev. V roce 2014 získal titul mistra Evropy v soutěži jednotlivců. S britským družstvem fleretistů vybojoval v roce 2013 a 2016 třetí místo na mistrovství Evropy.